# Hofstetten (Zürich)
Hofstetten (Tot 2003 Hofstetten bei Elgg) is een plaats en voormalige gemeente in het Zwitserse kanton Zürich en maakt deel uit van het district Winterthur.
Hofstetten telt 430 inwoners.

## Geschiedenis
Op 1 januari 2018 ging Hofstetten op in de gemeente Elgg.